# Not Dead Yet
Not Dead Yet è il singolo di debutto della batterista e cantante inglese Jen Ledger pubblicato il 6 aprile 2018.
Il singolo ha anticipato l'EP Ledger, uscito il 13 aprile 2018.

## La canzone
In un'intervista a Loudwire, Ledger disse che la canzone parla di "superare le sfide più difficili e mostrare al mondo che sei forte". Il testo della canzone riguarda l'ansia e gli attacchi di panico che improvvisamente le avevano iniziato a succedere negli ultimi anni.
Le ho detto che stavo davvero lottando e non ero sicura del motivo per cui questi sentimenti erano tornati, ero semplicemente in preda al panico sul palco che mi ha fatto desiderare di rinunciare e odio quella sensazione così tanto. Le dissi: "Che cosa è questa sensazione e se questo è qualcosa che devo sempre combattere?". E Korey mi guardò e disse: "Allora non ti arrendi mai, Jen. Combatti fino all'ultimo respiro della tua vita. Non ti lasciar confondere con il tuo destino. È stata una delle conversazioni più potenti che abbia mai avuto ed è stata così liberatoria. Sì, forse dovrò combattere e forse queste cose non andranno via, ma devi risolvere nel tuo cuore che non ti lascerai mai sconfiggere e combatterai fino all'ultimo respiro.»

## Tracce
1. Not Dead Yet – 3:36 (testo: Jen Ledger)